# Zenon Urbaniec
Zenon Urbaniec (ur. 30 lipca 1952 w Częstochowie, zm. 11 kwietnia 1992) – polski żużlowiec.
Sport żużlowy uprawiał w latach 1971–1977, przez całą karierę reprezentując barwy klubu Włókniarz Częstochowa.
Czterokrotny medalista drużynowych mistrzostw Polski: złoty (1974), dwukrotnie srebrny (1975, 1976) oraz brązowy (1977). Dwukrotny finalista indywidualnych mistrzostw Polski (Gorzów Wielkopolski 1974 – VI miejsce, Gorzów Wielkopolski 1977 – jako rezerwowy). Finalista turnieju o "Złoty Kask" (1976 – XVII miejsce). Zdobywca II miejsca w memoriale im. Bronisława Idzikowskiego i Marka Czernego (Częstochowa 1976).